# Difemetorex
El difemetorex (DCI; vendido como Cleofil), también conocido como difemetoxidina, es un fármaco estimulante de la clase piperidinas que se utilizaba como supresor del apetito, pero producía efectos secundarios intolerables como el insomnio, lo que limitaba su uso clínico. Fue introducido en Francia por Ciba-Geigy en 1966 pero ya no se comercializa.